# Jean Langlais
Jean Langlais (15 de febrero de 1907 – 8 de mayo de 1991) fue un compositor, organista e improvisador de música clásica francés. Sus trabajos son en su mayoría misas y música de órgano, algunas basadas en temas gregorianos, realzados por armonías polimodales.

## Biografía
Langlais nació en La Fontenelle (Ille-et-Vilaine, Bretaña), un pequeño pueblo cerca de Mont Saint-Michel, Francia. Langlais se quedó ciego cuando padeció un glaucoma a los dos años de edad, fue enviado al Instituto Nacional de Jóvenes Ciegos (Instituto Nacional para Niños Ciegos) en París, donde comenzó a estudiar órgano, con André Marchal. A partir de ahí, progresó en el Conservatorio de París, obteniendo premios en órgano y composición bajo el estudio de Marcel Dupré y Paul Dukas. También estudió improvisación con Charles Tournemire.
Después de graduarse, Langlais volvió al Instituto Nacional para Niños Ciegos para enseñar, y también enseñó en la Schola Cantorum de París desde 1961 hasta 1976. Muchos de sus estudiantes fueron notables músicos, incluyendo al organista y compositor Naji Hakim.
Langlais se hizo conocido, siguiendo los pasos de César Franck y Tournemire como organista titular en la basílica de Sainte-Clotilde en París en 1945, cargo en el que permaneció hasta 1988. Era muy solicitado como concertista, y viajó en varias ocasiones por Europa y Estados Unidos.
Langlais murió en París a los 84 años, y lo sobrevivió su segunda esposa Marie-Louise Jaquet-Langlais y sus tres hijos, Janine, Claude y Caroline.

## Música
Langlais was a prolific composer, composing 254 works with opus numbers, the first of which was his Prelude and Fugue for organ (1927), and the last his Trio (1990), another organ piece. Although best known as a composer of organ music and sacred choral music, he also composed a number of instrumental, orchestral and chamber works and some secular song settings.
Langlais's music is written in a late, free tonal style, representative of mid-twentieth-century French music, with rich and complex harmonies and overlapping modes, more tonal than his contemporary, friend and countryman Olivier Messiaen, but related to his two predecessors at Sainte-Clotilde, Franck and Tournemire.
His best-known works include his four-part masses, Messe solennelle, and Missa Salve Regina, his Missa in simplicitate for unison voice and organ, and his many organ compositions, including:
- Hymne d'actions de grâces from Three Gregorian Paraphrases
- La nativité and Les rameaux (The Palms)(Poèmes Evangeliques)
- Chant héroïque, Chant de paix, and De profundis from Nine Pieces
- Kyrie "Orbis factor"  from Livre œcuménique
- Incantation pour un jour saint (Incantation for Easter)
- Cantilene (Suite brève)
- Suite médiévale
- Folkloric Suite
- Trois méditations sur la Sainte Trinité
- Fête, Op. 51
- 24 Pieces for harmonium or organ, Op. 6

## Discografía

### Álbumes
- Langlais joue Langlais, 1976
- Missa Salve Regina; Messe solennelle, (English Chamber Orchestra Brass Ensemble; The Choir of Westminster Cathedral/David Hill), 1988
- Jean Langlais Live, St. Augustin, Wien, 1993
- Organ works (Kevin Bowyer), 1994
- Messe solennelle - Missa in Simplicitate - Missa Misericordiae Domini - Ensemble Vocal Jean Sourisse, dir. Jean Sourisse, 1996
- Suite Médiévale / Cinq Méditations sur l'Apocalypse, 1996
- The complete organ works of César Franck on the organ of the Basilica of Sainte Clotilde, Paris (1963) [2 CD], 1996
- Chants de Bretagne [Andréa Ar Gouilh voix - Jacques Kauffmann, orgue, Orgue Cavaillé-Coll de Saint-Servan], 1997
- Musique de chambre avec piano, 2001
- Un centenaire (George Baker, organ), 2007

### DVD
- Life and Music of Jean Langlais, 2007, Los Angeles chapter of the American Guild of Organists.